# 柘榴坂的復仇
《柘榴坂的復仇》（柘榴坂の仇討）是日本小說家淺田次郎的短篇小説作品，以19世紀安政時期彦根藩（領地約在今日滋賀縣範圍內）與政治暗殺事件櫻田門外之變為題材。該作品最初是發表在《中央公論》（中央公論新社出版）2002年2月号中，之後又收錄在淺田的短篇作品集《五郎治殿御始末》中。2014年9月，由導演若松節朗改編成同名電影，中井貴一、阿部寬與廣末涼子等人主演，並由松竹發行。

## 電影
2014年9月20日上映（彥根藩所在的滋賀縣則是於9月13日率先上映）。由主演過同樣是淺田作品『壬生義士傳』並得到日本電影金像獎最佳男主角獎的中井貴一，在本作扮演一名持續追殺仇敵的彥根藩士・志村金吾、至於被他追殺的仇人・佐橋十兵衛則由阿部寛演出。扮演井伊直弼的第2代中村吉右衛門是自1995年主演的電影『鬼平犯科帳 劇場版』以來，歷經19年後再次參與電影演出。導演為若松節朗。
在全国255間電影院上映、20日、21日2日間總共有8万6646人觀賞、票房收入1億38万9900圓、總觀眾人數排行榜第4名。

### 故事大綱
彥根藩下級武士、志村金吾是家中第一劍術高手、受藩主大老井伊直弼賞視而擔任其近侍。因為仰慕主君‧直弼的為人，所以發誓不惜生命也要保護直弼。但在安政7年的櫻田門外之變當時、金吾由於追捕佐橋十兵衛而離開護衛隊伍、因此造成直弼遭到水戶浪士們暗殺。對於犯下不能保護主君大罪的金吾、彥根藩原本欲斬首處刑、但卻因為父母願意承擔其過錯而自殺，因此讓他雖免於被處刑、但取而代之是被下令「討伐這些水戶浪士並在直弼大人的墓前獻上他們的首級」。金吾為了復仇而走遍全國、卻一直找不到這些浪士，讓他感到自責萬分並要求切腹謝罪，卻被家老以「還沒收回命令」為由而駁回。感到失意的金吾在妻子阿節的支持下，決心為了復仇而繼續尋找這些浪士。
櫻田門之變後，經過13年的明治6年。彥根藩已不復存在、由於新政府的改革，武士門也一同消失。但金吾為了完成13年前的命令、只顧著找尋這些仇人。但與櫻田門之變有關的水戶浪士們從江戶到明治時代都一個個死去、最後只有一個人活下來、那就是金吾過去追捕的十兵衛。但十兵衛已經捨棄刀劍、改名為「直吉」並成為車夫。
在司法省擔任警員的金吾好友・内藤新之助看到金吾作為武士的那份執著後而想要幫助他、因此前去詢問曾在負責調查水戶浪士們的評定所中擔任御留役的秋元和衛警部。同樣都是武士的秋元很爽快地答應要幫助金吾，並告訴他十兵衛的住處。金吾因此立刻前往十兵衛家、但那天，新政府卻公佈了「復仇禁止令」禁止私下復仇。
乘坐十兵衛的人力車的金吾在知道十兵衛與自己一樣都失去雙親而孤獨地活著。在人力車到了柘榴坂時，十兵衛停住了車子並且向金吾提出「請殺了我吧」的要求。金吾則是將刀交給十兵衛、請求十兵衛與他決鬥。金吾及十兵衛在決鬥的過程互相倒地、十兵衛再度請求金吾殺了他。正要殺掉十兵衛的金吾想到直弼說過「不要枉顧了那些犧牲性命的愛國者們」的話以及秋元說過「如果不當處罰那些愛國者們、就不會有人愛護這個國家了」的話後、曉諭十兵衛「以新的人生活下去吧」、讓十兵衛聽到後不禁痛哭。決鬥過後、十兵衛回到愛慕他的阿雅及千代母女身旁。一方面金吾也回到妻子阿節身旁、並向一直以來支持他的阿節表示感謝而與她一同踏上歸途。

### 登場角色
- 志村金吾 - 中井貴一
- 佐橋十兵衛（直吉） - 阿部寛
- 志村節 - 廣末涼子
- 内藤新之助 - 高嶋政宏
- 雅 - 真飛聖
- 財部豐穗 - 吉田榮作
- 稻葉修衛門 - 堂珍嘉邦
- 小野寺覺馬 - 近江陽一郎
- 小雪 - 木崎由里亞
- 本多昌衛門 - 津嘉山正種
- 秋元和衛 - 藤龍也
- 井伊直弼 - 中村吉右衛門
- 並樹史朗、江藤漢斉、峰蘭太郎、宮田圭子、細川純一、南条好輝、笹木俊志

### 工作人員
- 導演 - 若松節朗
- 編劇 - 高松宏伸、飯田健三郎、長谷川康夫
- 攝影 - 喜久村徳章
- 錄音 - 小野寺修
- 照明 - 長田達也
- 編輯 - 阿部瓦英
- 美術 - 小川富美夫
- 音樂 - 久石譲
- 殺陣 - 宇仁貫三
- 製作 - 川城和實、大角正、神原秀明
- 製作統括 - 木下直哉
- 配給 - 松竹
- 制作製作人 - デスティニー
- 特別協力 - 松竹攝影所
- 助成 - 文化藝術振興費補助金
- 製作 - 「柘榴坂的復仇」製作委員会（木下工務店、デスティニー、萬代影視、松竹、Boreti Holdings Limited、塚田農場、ツネイシグループ、HRコンサルティング、アイセイ薬局、たねや[5]、HOME'S、えみの和、吉田正樹事務所、JTBコミュニケーションズ、エネット、一広、山甚グループ、茂田オフィス）

### 製作
企画在2012年4月開始、由於原作只有38頁的短篇，難以改編成2小時的電影劇本、因此經過30次以上的更動、並增加了金吾對於原作未登場的主君‧井伊直弼的思念，以及金吾與妻子‧阿節的關係等劇情。妻子阿節一角，由中井推薦廣末涼子演出。另外為了忠實呈現追殺者及被追殺者的緊張關係、因此中井及阿部在片場演出時，都會控制日常的交談、完成報告記者会中，導演還說出「沒看過兩個關係這麼差的人、兩人都不說話」來調侃兩人一下。在即將上映的9月15日時、中井及若松前往豪德寺祭拜井伊直弼的墓、並且祈求電影能夠熱賣。

## 出處
1. ↑  . びわ湖大津経済新聞. 2014-09-17  [2014-09-23]. （原始内容存档于2019-12-02）.
2. 1 2  . 映画.com. 2014-02-04  [2014-09-18]. （原始内容存档于2019-12-03）.
3. ↑  . ニュース. 歌舞伎美人（かぶきびと）. 2014-09-05  [2014-09-18]. （原始内容存档于2014-09-13）.
4. ↑  . CINEMAランキング通信. 2014-09-22  [2014-09-22]. （原始内容存档于2019-08-22）.
5. ↑  . お知らせ. たねやグループ. 2014-07-29  [2014-09-18]. （原始内容存档于2016-03-04）.
6. ↑  . プロダクションノート. 電影官網.   [2014-09-23]. （原始内容存档于2021-02-15）.
7. ↑  . プロダクションノート. 電影官網.   [2014-09-23]. （原始内容存档于2021-02-15）.
8. ↑  . MovieWalker. 2014-09-09  [2014-09-18]. （原始内容存档于2019-01-02）.
9. ↑  . シネマカフェ cinemacafe.net. 2014-09-09  [2014-09-18]. （原始内容存档于2021-01-24）.
10. ↑  . 映画.com. 2014-07-30  [2014-09-18]. （原始内容存档于2019-11-30）.
11. ↑  山崎伸子. . MovieWalker. 2014-07-30  [2014-09-18]. （原始内容存档于2018-12-25）.
12. ↑  . シネマカフェ cinemacafe.net. 2014-07-30  [2014-09-18]. （原始内容存档于2019-12-01）.
13. ↑  . シネマトゥデイ. 2014-09-15  [2014-09-18]. （原始内容存档于2016-03-04）.

## 外部連結
- 電影『柘榴坂的復仇』導演 若松節朗專訪 （页面存档备份，存于）
- 『柘榴坂的復仇』廣末涼子專訪 （页面存档备份，存于）